# Combat de Memmingen
Troisième Coalition
Batailles
Batailles navales
- Rocher du Diamant (1805)
- Cap Finisterre (1805)
- îles Chausey (1805)
- Trafalgar (1805)
- Cap Ortegal (1805)

Campagne d'Allemagne (1805) : opérations en Bavière - Autriche - Moravie
- Donauwörth
- Wertingen
- Günzburg
- Haslach-Jungingen
- Memmingen
- Elchingen
- Nerenstetten
- Neresheim
- Ulm
- Ried
- Lambach
- Bodenbichl
- Steyr
- Amstetten
- Mariazell
- Dürenstein
- Hollabrunn (Schöngrabern)
- Wischau
- Austerlitz

Campagne d'Italie (1805) : Opérations en Italie du Nord
- Vérone
- Caldiero
- Forano
- Castelfranco Veneto

Invasion de Naples (1806)
- Gaète
- Campo Tenese
- Maida
- Lauria
- Maratea
- Amantea
- Mileto

Le combat de Memmingen, le 14 octobre 1805, est l'un de combats de la campagne d'Allemagne de 1805. Il aboutit à la capitulation du général Karl Spangen devant le 4e corps d'armée du maréchal Soult.

## Contexte

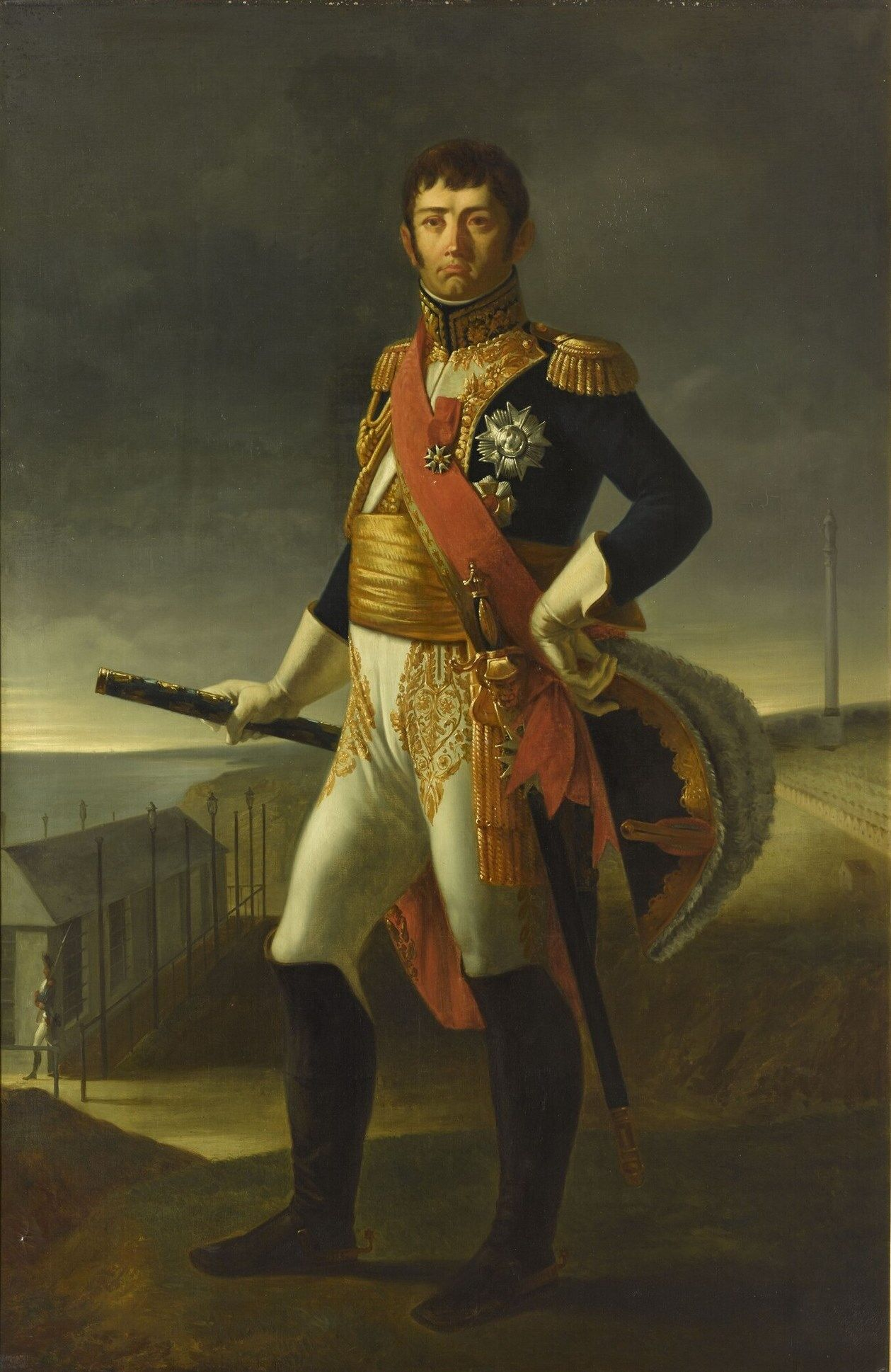
Jean-de-Dieu Soult, maréchal duc de Dalmatie (1769-1851).

Après le passage du Danube le 7 octobre à Donauwörth, la Grande Armée manœuvre à l'est d'Ulm pour couper l'armée du général Mack des armées russe de Koutouzov à l'est et autrichienne de l'archiduc Jean au sud.
Tandis que Ney et Lannes repassent le Danube à Elchingen pour couper la route de Moravie, Soult se dirige vers Memmingen, pour couper la route du Tyrol.

## Combat
Le 14 octobre, Soult est devant la place. Il fait exécuter par l'artillerie un bombardement de la ville et adresse deux sommations au gouverneur, le général Karl Spangen. Celui-ci, craignant que les forces françaises mettent à exécution leurs menaces d'incendier la ville, capitule avec ses 4 500 hommes.

## Conséquences
Avec la prise de Memmingen, l'investissement d'Ulm sur la rive droite est complet. Le corps du maréchal Soult est en mesure d'empêcher tout mouvement autrichien visant à réunir les armées d'Ulm et du Tyrol, ce qu'il fait le 19 octobre, en dispersant une colonne autrichienne entre Leutkirch et Wurzbach.